# Plaques de matrícula d'Armènia

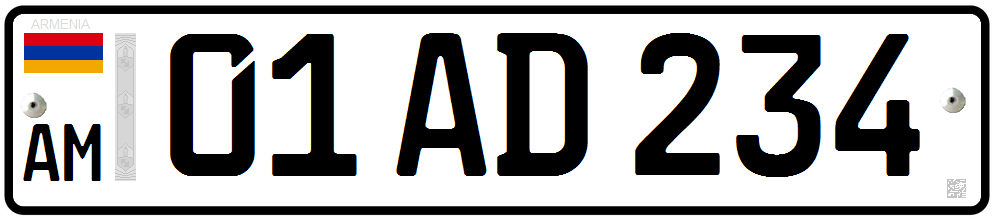
Model actual de matrícula.

Les plaques de matrícula dels vehicles d'Armènia es componen des de l'agost de 2014 d'un sistema de numeració alfanumèric format per dues xifres, dues lletres, i tres xifres (per exemple, 11 AA111). Els caràcter són en color negre sobre un fons blanc. Al costat esquerre de la placa trobem el codi internacional del país, AM sota la bandera nacional d'Armènia i un holograma de seguretat que ho separa de la numeració de la matrícula.

## Història

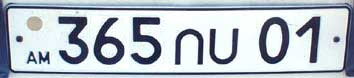
Matrícula armènia anterior al 2014.

Les plaques anteriors al canvi de l'agost de 2014, que són les majoritàriament utilitzades, es componen d'una combinació de dues o tres xifres, dues lletres (més petites que les xifres) i dos xifres més (per exemple, 111 ՈՍ11). Les dues xifres finals indiquen els codi de procedència del vehicle.
Les lletres utilitzades són cinc lletres de l'alfabet armeni (Տ, Ս, Լ, Օ, Ո), les quals tenen una forma semblant en l'alfabet llatí:
| Lletres armènies | Transliteració | Alfabet llatí |
| ---------------- | -------------- | ------------- |
| Լ                | l              | L             |
| Ո                | o              | n             |
| Ս                | s              | U             |
| Տ                | t              | S             |
| Օ                | ô              | O             |

### Codificació
Taula amb els codis provincials.
| Codi numèric                        | Nom província               |
| ----------------------------------- | --------------------------- |
| 01 a 10, 11, 13, 19, 61 to 68       | Erevan (ciutat)             |
| 12, 27 a 29                         | Armavir                     |
| 14, 45 a 49                         | Xirak                       |
| 15, 21 to 24                        | Aragadzotn                  |
| 16, 31 to 35                        | Gelarquniq                  |
| 17, 42, 43                          | Kotaik                      |
| 18, 56                              | Vaiots Dzor                 |
| 25 a 26                             | Ararat                      |
| 36 a 39, 41                         | Lorí                        |
| 51 a 54                             | Siunik                      |
| 57 a 59                             | Tavuix                      |
| 20, 30, 40, 44, 50, 55, 60, 69 a 99 | No indiquen codi provincial |

### República d'Artsakh
Els codis 22 i 90 són utilitzats pels vehicles registrats a la república d'Artsakh (o República de Nagorno-Karabakh).